# Jean-Baptiste Alazard
Jean-Baptiste Alazard est un monteur et réalisateur français né en 1985.

## Biographie
Après ses études à la Fémis (département « Montage », promotion 2010), Jean-Baptiste Alazard travaille comme monteur et réalise de 2013 à 2019 trois films (La Buissonnière, Alléluia ! et L'Âge d'or) qui constituent la trilogie La Tierce des paumés. 
Il est installé dans les Pyrénées.

## Filmographie

### Réalisateur

#### Courts métrages
- 2013 : La Buissonnière
- 2020 : Saint Jean-Baptiste

#### Longs métrages
- 2010 : Moussem les morts (coréalisateur : Vincent Le Port)
- 2013 : Alléluia !
- 2020 : L'Âge d'or